# カンタリーチェ
カンタリーチェ（伊: Cantalice）は、イタリア共和国ラツィオ州リエーティ県にある、人口約2,500人の基礎自治体（コムーネ）。

## 地理

### 位置・広がり
リエーティ県のコムーネ。県都リエーティから北北東へ8kmの距離にある。

#### 隣接コムーネ
隣接するコムーネは以下の通り。
- レオネッサ
- ミチリアーノ
- ポッジョ・ブストーネ
- リエーティ

### 気候分類・地震分類
カンタリーチェにおけるイタリアの気候分類 (it) および度日は、zona E, 2566 GGである。
また、イタリアの地震リスク階級 (it) では、zona 2A (sismicità media) に分類される。

## 行政

### 分離集落
カンタリーチェには、以下の分離集落（フラツィオーネ）がある。
- Capolaterra, Case Strinati, Cazzocchia, Civitella, Collemare, Colli, Cruciano, Fantauzzi, Gli Osti, Lasca, Pecce, Porzia, San Liberato, Santa Croce, Santa Margherita